# Meridià 153 a l'est
El meridià 153 a l'est de Greenwich és una línia de longitud que s'estén des del pol Nord travessant l'oceà Àrtic, Àsia, Oceania l'oceà Índic, l'oceà Antàrtic, Austràlia i l'Antàrtida fins al pol Sud.
El meridià 153 a l'est forma un cercle màxim amb el meridià 27 a l'oest. Com tots els altres meridians, la seva longitud correspon a una semicircumferència terrestre, uns 20.003,932 km. Al nivell de l'Equador, és a una distància del meridià de Greenwich de 17.032 km.

## De Pol a Pol
Començant en el pol Nord i dirigint-se cap al pol Sud, aquest meridià travessa:
| Coordenades                               | País, territori o mar   | Notes |
| ----------------------------------------- | ----------------------- | --- |
| 90° 0′ N, 153° 0′ E / 90.000°N,153.000°E  | Oceà Àrtic              | |
| 76° 56′ N, 153° 0′ E / 76.933°N,153.000°E | Mar de Sibèria Oriental | Passa l'est de l'illa Zhokhov, Sakhà, Rússia (a 76° 10′ N, 152° 57′ E / 76.167°N,152.950°E)                                                                                              |
| 70° 49′ N, 153° 0′ E / 70.817°N,153.000°E | Rússia                  | Sakhà Óblast de Magadan — des de 65° 15′ N, 153° 0′ E / 65.250°N,153.000°E |
| 59° 3′ N, 153° 0′ E / 59.050°N,153.000°E  | Mar d'Okhotsk           | |
| 47° 46′ N, 153° 0′ E / 47.767°N,153.000°E | Rússia                  | Óblast de Sakhalín — illa de Rasshua, illes Kurils |
| 47° 41′ N, 153° 0′ E / 47.683°N,153.000°E | Oceà Pacífic            | Passa a l'oest de les illes Tanga, Papua Nova Guinea (a 3° 30′ S, 153° 10′ E / 3.500°S,153.167°E)                                                                                        |
| 4° 6′ S, 153° 0′ E / 4.100°S,153.000°E    | Papua Nova Guinea       | Illa de Nova Irlanda |
| 4° 41′ S, 153° 0′ E / 4.683°S,153.000°E   | Mar de Salomó           | |
| 9° 9′ S, 153° 0′ E / 9.150°S,153.000°E    | Papua Nova Guinea       | Illa Woodlark |
| 9° 10′ S, 153° 0′ E / 9.167°S,153.000°E   | Mar de Salomó           | Passa a l'est de l'illa Misima, Papua Nova Guinea (a 10° 40′ S, 152° 52′ E / 10.667°S,152.867°E)                                                                                         |
| 11° 9′ S, 153° 0′ E / 11.150°S,153.000°E  | Papua Nova Guinea       | Illa Panawina a l'arxipèlag Louisiade |
| 11° 37′ S, 153° 0′ E / 11.617°S,153.000°E | Mar del Corall          | Passa a través de les Illes del Mar del Corall Austràlia |
| 25° 26′ S, 153° 0′ E / 25.433°S,153.000°E | Austràlia               | Queensland — Illa Fraser i continent, passant a través de Brisbane (a 27° 28′ S, 153° 0′ E / 27.467°S,153.000°E) Nova Gal·les del Sud — des de 28° 21′ S, 153° 0′ E / 28.350°S,153.000°E |
| 31° 9′ S, 153° 0′ E / 31.150°S,153.000°E  | Oceà Pacífic            | |
| 60° 0′ S, 153° 0′ E / 60.000°S,153.000°E  | Oceà Antàrtic           | |
| 68° 26′ S, 153° 0′ E / 68.433°S,153.000°E | Antàrtida               | Territori Antàrtic Australià, reclamat per Austràlia |